# Úpor-Černínovsko
Úpor-Černínovsko je přírodní rezervace, která vznikla 10. června 2014, kdy nahradila tři bývalé přírodní rezervace Úpor, Černínovsko a Kelské louky na základě vyhlášení Evropsky významné lokality v rámci soustavy Natura 2000, jejíž je součástí. Rozkládá se v okolí řeky Labe mezi obcemi Mělník a Neratovice ve Středočeském kraji. Toto chráněné území je necelistvý celek složený z 9 částí s celkovou rozlohou 877,44 ha. Předmětem ochrany jsou přirozené eutrofní nádrže, nivní louky říčních údolí, extenzivní sečené louky nížin, lužní lesy a výskyt zvláště chráněných druhů rostlin a živočichů.

## Lokalita
Přírodní rezervace se nachází ve Středočeském kraji mezi městy Mělník a Neratovice. Celé území o velikosti 877,44 ha leží v okolí řeky Labe ve výšce 157–160 m n. m. a zasahuje do katastrálních území obcí Mělník, Kly, Libiš, Obříství, Tišice, Tuhaň a Hořín.
Území Evropsky významné lokality je velmi rozsáhlé a je tvořené několika celky. Celé území bylo proto rozděleno na 9 částí: Soutok na soutoku řek Labe a Vltavy, Kelštice na pravém břehu Labe u Horních Vinic, Úpor na levém břehu Labe naproti obce Kly, Obříství na levém břehu Labe u obce Obříství, Zámecký les na pravém břehu Labe mezi obcemi Obříství a Kly, Kaštánka na pravém břehu Labe až k obci Tuhaň, Na Štěpáně na levém břehu Labe, Černínovsko na levém břehu Labe až k obci Libiš a Městský les na břehu pravém až ke vsi Červená Píska.

## Historie
Oblast PR Úpor-Černínovsko vyhlášená 10. června 2014 je spojením tří bývalých přírodních rezervací Úpor (zřízeno v roce 1957), Černínovsko (zřízeno roku 1950) a Kelské louky (zřízeno v roce 2002). V luzích okolo Obříství bylo praktikováno pařezové hospodaření s ponecháním kvalitních výstavků. V roce 1829 probíhala část obnovy lesů také výsadbou a síjí. Roku 1941 byly lesy složeny z dubů, jilmů, topolů, olší a jasanů. Ve druhé polovině 20. století byly na území Černínovska a Úporu provozovány bažantnice. Z důvodu aktivního hubení dravých ptáků a vysazování smrků pro zintenzivnění chovu bažantů, kteří jehličnany využívají jako kryt, byl provoz bažantnic omezen a následně úplně zastaven. Na území rezervace neprobíhá těžba nerostných surovin, ale význam má těžba štěrkopísků z koryta Labe a prohrábka v rámci udržování vodní cesty.

### Úpravy toku

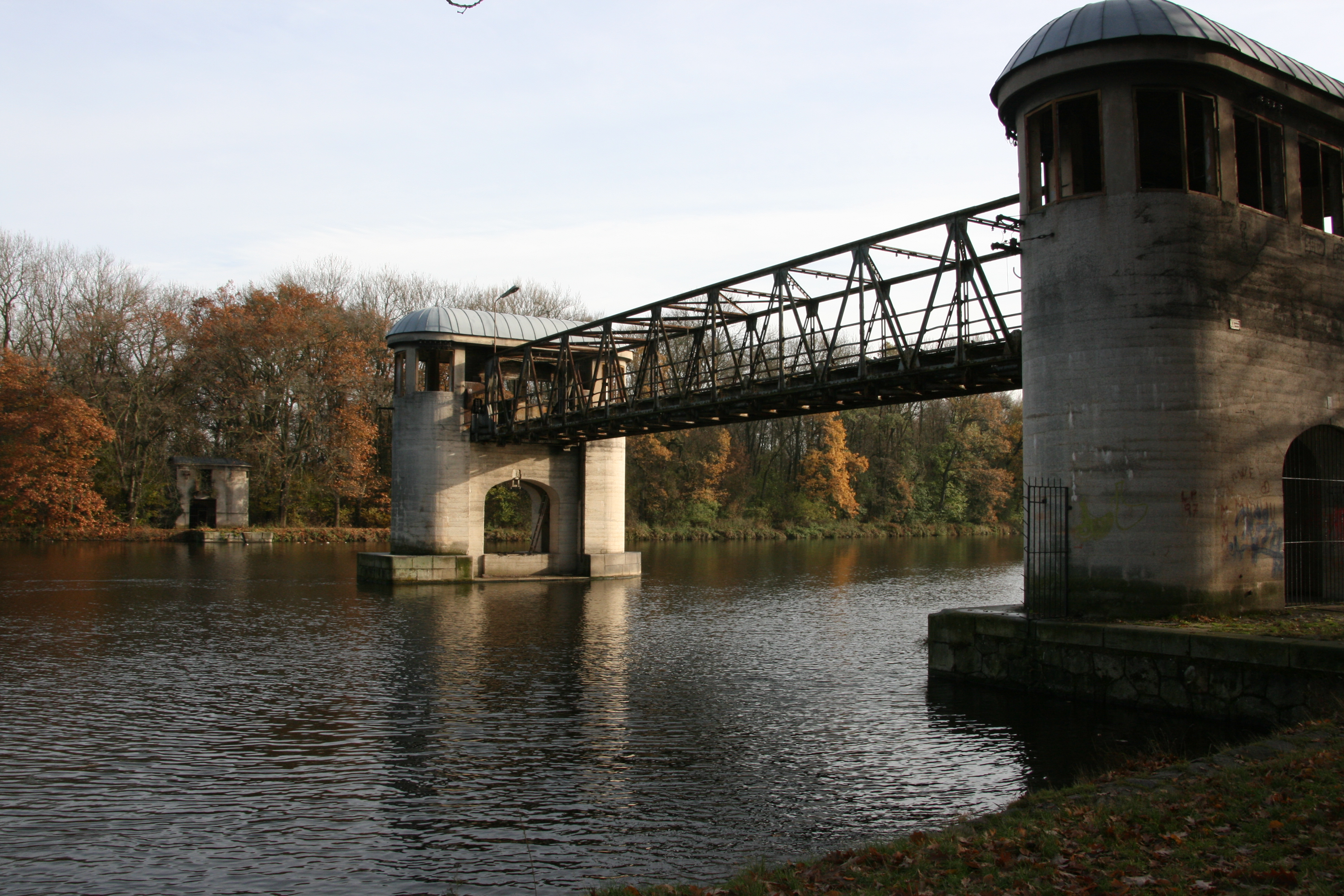
Zbytky starého jezu v Obříství

Tok Labe je prvek, který zásadně ovlivnil celou okolní krajinu. V důsledku vodohospodářských zásahů se vedení toku Labe i dolního úseku Vltavy výrazně změnilo. Řeka měla členitý mikroreliéf, mnoho meandrů a propojených ramen. Hladina podpovrchové vody ležela 0,4-0,7 metrů pod úrovní okolní nivy. Velký nárůst frekvence povodní, které souvisí s osidlováním a s ním spojeným odlesňováním povodí, nastal ve 13. století. Pozemky byly z důvodu ohrožení úrody a ukládání štěrkových sedimentů využívány jako louky nebo pastviny.
Ve 14. století, za vlády Karla IV., proběhly první větší úpravy koryta Labe z důvodu zlepšení splavnosti pro obchodní účely. V roce 1718 následovaly další úpravy, kvůli ochraně před povodněmi se změnilo vedení koryta. Ve 20. století proběhla kompletní regulace řeky, která byla v úseku Brandýs nad Labem – Mělník zkrácena o 6 km. Velký vliv na území mělo i odstranění a umístění vodohospodářských stavebních prvků. Při snaze vylepšit vodní dopravu, se zrušily staré jezy Hadík a Obříství, kde bylo vystavěno nové zdymadlo a došlo i na prohrábku koryta pod jezem. Výsledkem provedených úprav bylo snížení hladiny na východní části již vyhlášené PR Úpor až o 130 cm.

### Zemědělství

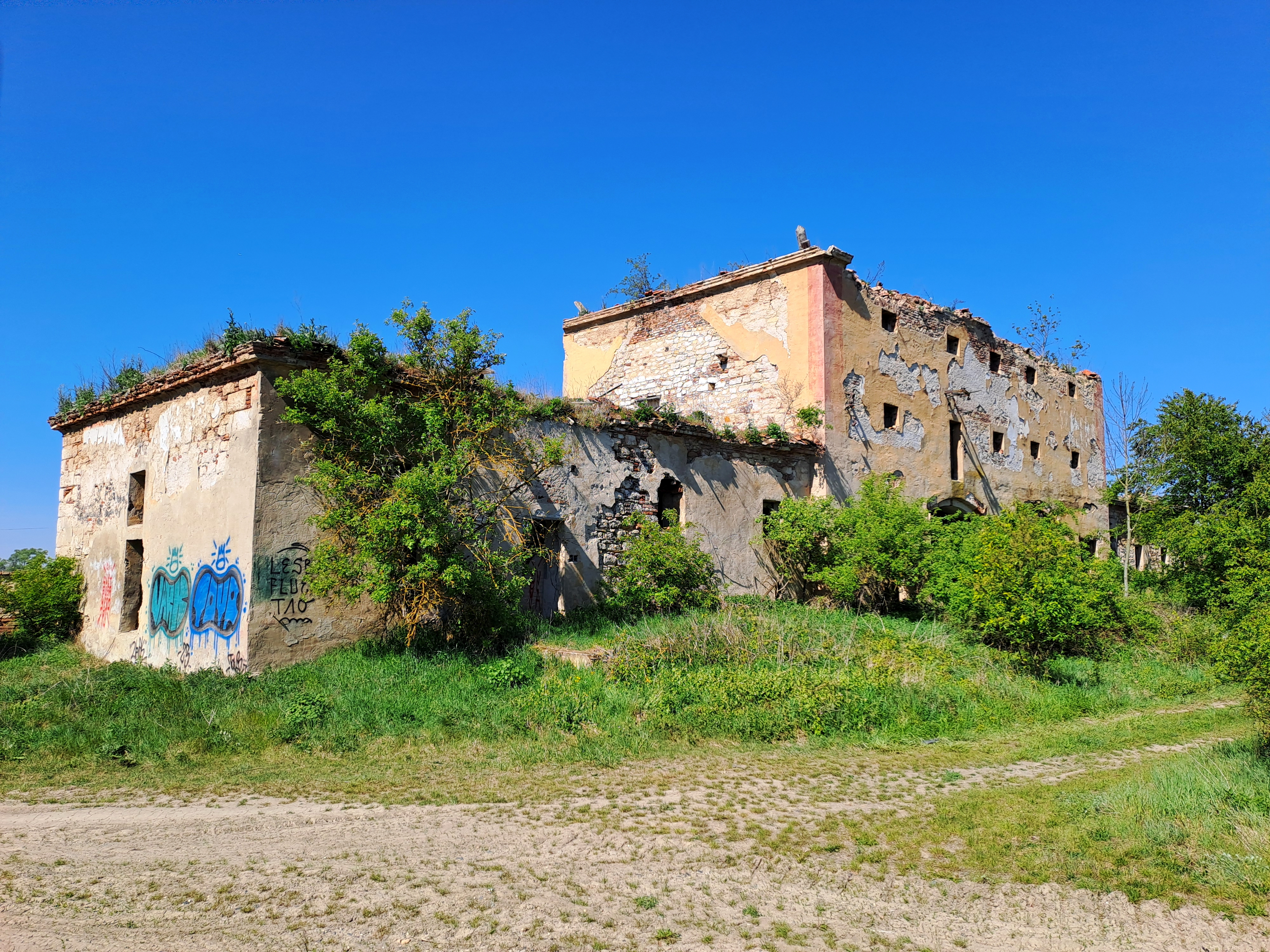
Ruiny velkostatku Úpor

Louky v nivě Labe poskytovaly velké množství kvalitního sena. Půda byla využívána k ornému zemědělství. Část polí byla obhospodařována velkostatky Úpor a Obříství. V území byla provozována také pastva hovězího dobytka.
Luční komplex Kelské louky byl dvakrát ročně kosen, jednou za dva roky přihnojován, jedenkrát za čtyři roky vápněn a zaplavován jednou za pět let. Postupně se upouštělo od obhospodařování zamokřených území, která následně zarostla rákosem. Po navrácení majetků v restituci po roce 1992 bylo asi 40% plochy obhospodařováno soukromníky, zbytek zůstal JZD Dřísy. Z finančních důvodů se louky přestaly hnojit, v kosení se pokračovalo.

### Průmysl

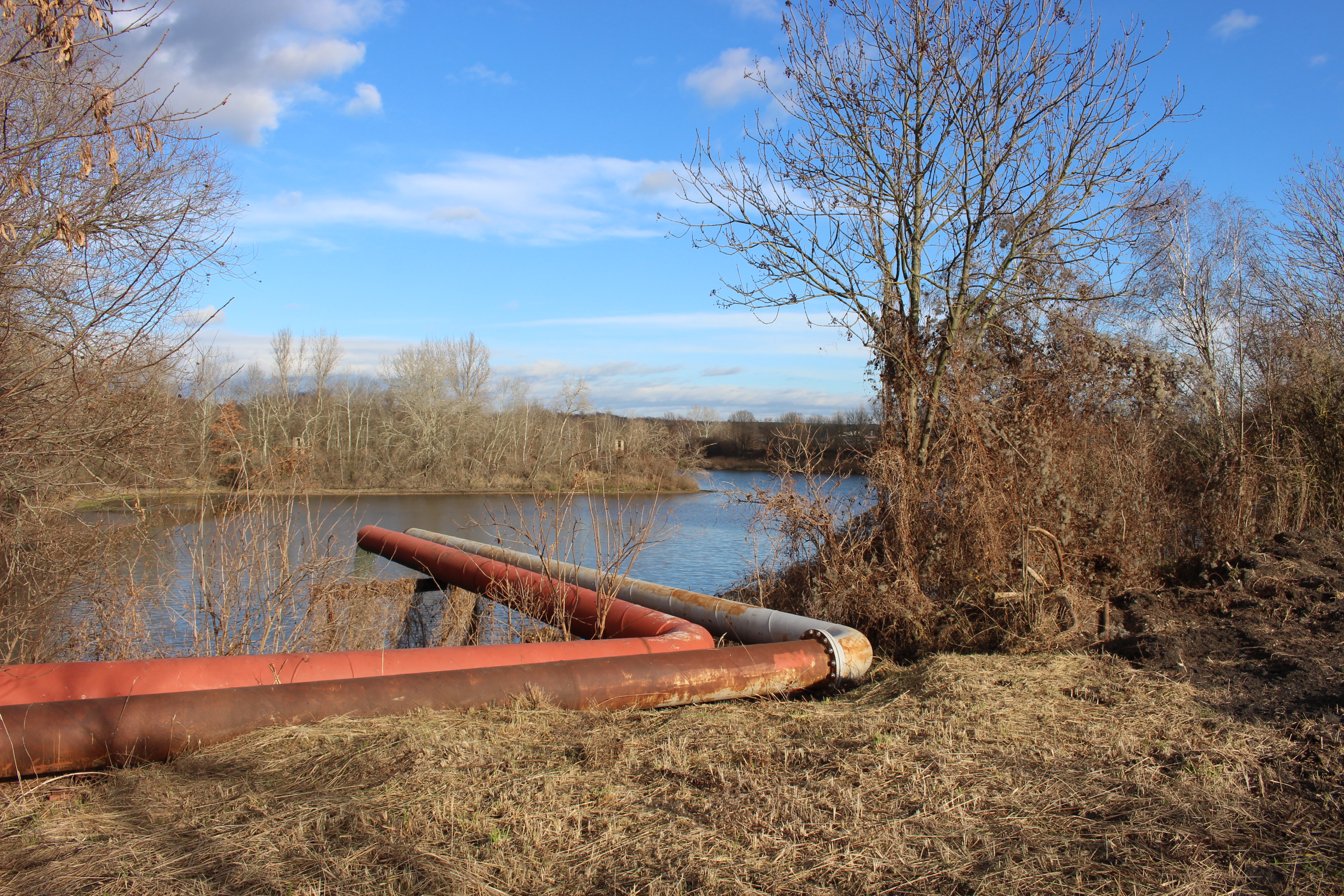
Odkaliště Spolany u Městského lesa

Od přelomu 19. a 20. století představovala nebezpečí pro celé území chemická továrna Spolana Neratovice. Při výrobě vznikalo velké množství dioxinů, které jsou pro člověka i živočichy vysoce toxické, rostlinám škodí při fotosyntéze, v okolí bylo časté poškození listů stromů a následné odumírání. V areálu byla také skládka nebezpečných odpadů, která byla v 90. letech 20. století sanována. Nebezpečnými látkami byla zamořena i podzemní voda. Největší problém spočíval v častých haváriích, při kterých unikaly chemické sloučeniny. Největší environmentální havárie bylo vyplavení továrny při povodních v roce 2002, při kterém se zamořilo celé Černínovsko. Nebezpečné odpady z továrny se ukládají v odkalovacích nádržích v komplexu Městský les.
Na znečištění v obtokovém kanále se podílí neratovická Lachema.
V květnu roku 1987 byl v rezervaci Úpor postaven parovod pro mělnický cukrovar, který překonává rezervaci v nejužším místě. Do komplexu Kelských luk byla na počátku 90. let umístěna kalová pole čističky odpadních vod cukrovaru. Stavba byla využívána jen pár let a nyní je zavážena.

## Přírodní poměry

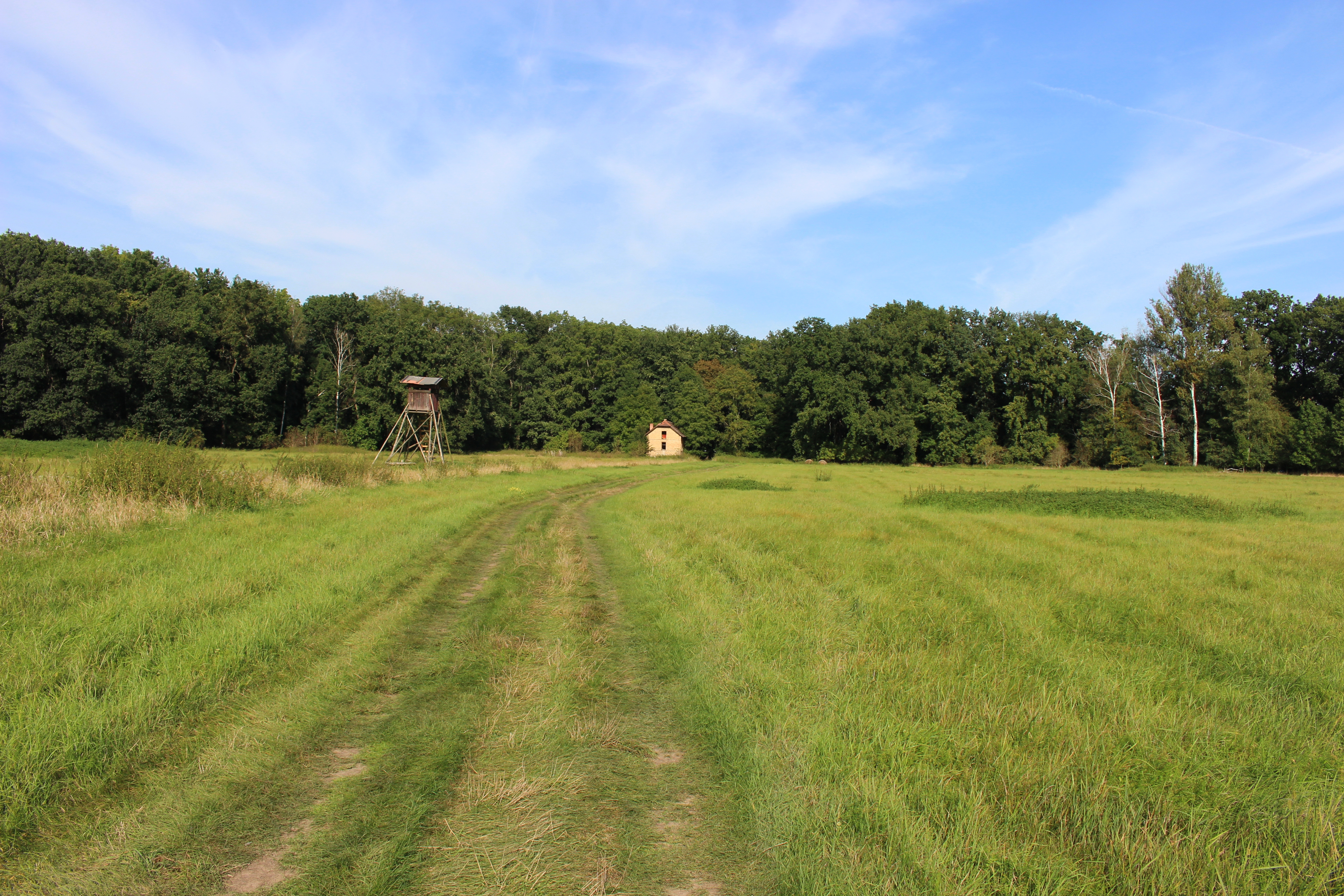
Úpor s opuštěnou hájovnou

Krajina vzniklá erozně akumulační činností velkého toku je plochá. Území spadá do jednotky Středolabská tabule. Leží v Mělnickém úvalu o průměrné nadmořské výšce 159 m. Komplex je ohraničen Turbovickým hřbetem a zbytky pleistocenních teras na jihovýchodě. Průměrná roční teplota je přibližně 8,7 °C a roční úhrn srážek činí zhruba 530–550 mm.

### Geologie
Počátkem tvoření dnešní nivy byla hloubková eroze Labe v době 2500–2300 př. n. l. Ramena řeky byla postupně odškrcována a vyplňována sedimenty v období raného a vrcholného středověku. Sedimentace byla přerušena zvýšenou erozní činností při povodních kolem roku 1400 n. l. Pro následující období sedimentace jsou charakteristické písčité načervenalé hlíny, známé jako labské červenky.
Mocnost nivních půd a písků na pleistocenních štěrkopískových sedimentech, které se uložily během holocénu, dosahují až několik metrů. Na dnech bývalých meandrů sedimentují hnilokaly. V celém komplexu se vyskytují nivní půdy v různém stadiu vývinu, což je dáno vzdáleností od koryta a intenzitou zaplavování. Na některých místech jsou zvýšené podíly písčité složky. V ramenech, které byly zazemněny, se nachází organozemě. Z půdních typů se zde nachází kambizemě, černozemě a v části Kelských luk i pararendzina.

### Flora

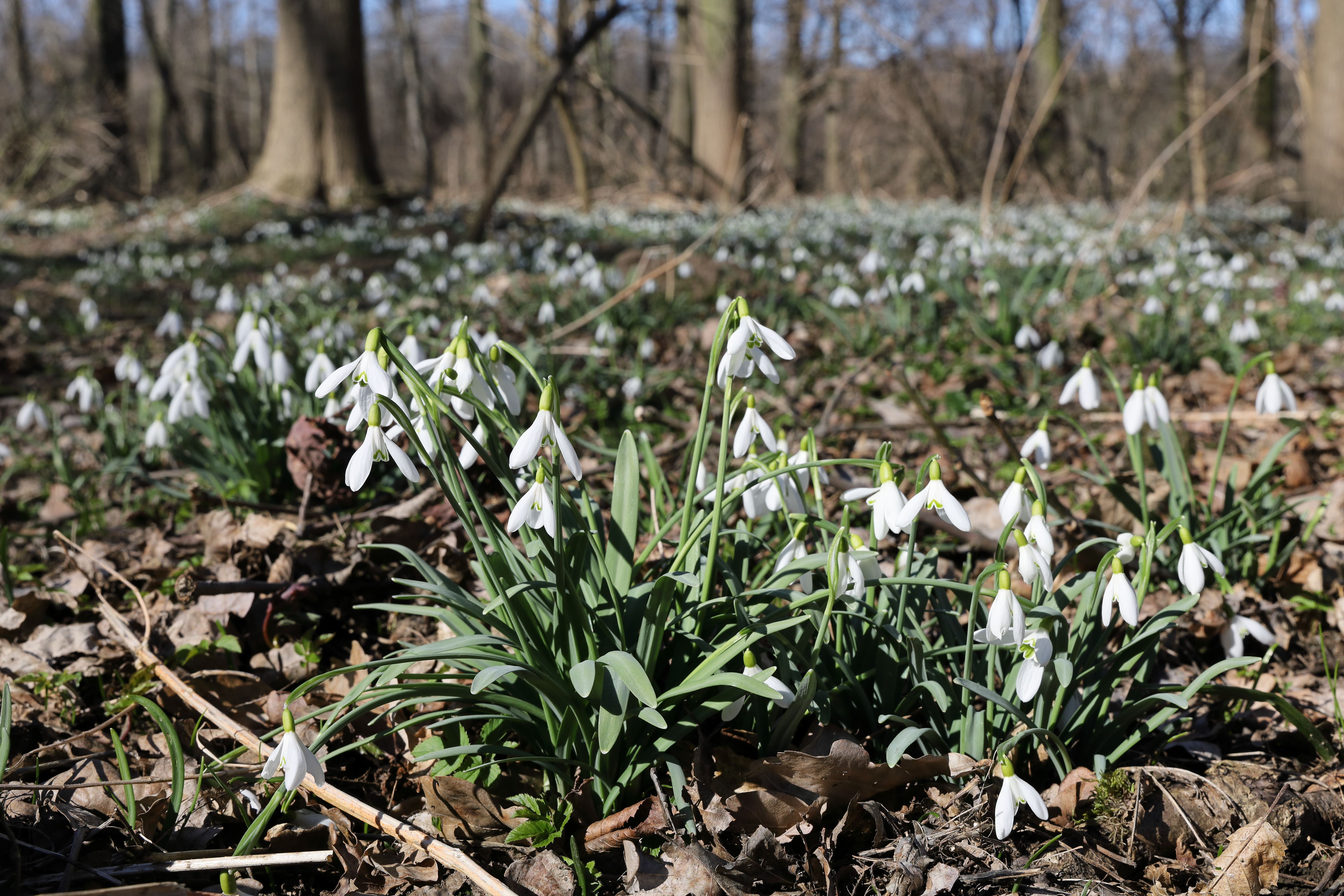
Porost sněženek na Úporu

Území je významnou oblastí několika ohrožených druhů. Nachází se zde 52 chráněných druhů, z nichž bylo 38 ověřeno v průzkumu. Polovinu území pokrývají lužní lesy. Tvrdé luhy jsou zastoupeny jilmovou doubravou (Querco-Ulmetum), která je na vlhčích místech nahrazována doubravou topolovou (Querco-Populetum). Botanickou zajímavostí jsou rozsáhlé populace sněženky (Galanthus nivalis) hlavně na Úporu. Dalším zajímavým druhem, vázaným na okraje lužních lesů je starček poříční (Senecio sarracenicus).
Území Kelštice lze označit jako nejvýznamnější aluviální luční komplex v Čechách. Vyskytuje se zde rozrazil dlouholistý (Pseudolysimachion longifolium), hrachor bahenní (Lathyrus palustris), jarva žilnatá (Cnidium dubium), ptačinec bahenní (Stellaria palustris), žluťucha lesklá (Thalictrum lucidum), violka slatinná (Viola stagnina). Na dalších plochách se vyskytuje hadí jazyk obecný (Ophioglossum vulgatum), koromáč olešníkový (Silaum silaus), kostival český (Symphytum bohemicum) nebo potočnice lékařská (Nasturtium officinale).
Na jediné lokalitě byla nalezena voďanka žabí (Hydrocharis morsus-ranae), vzácný vodní makrofyt. V Městském lese byla nalezena žebratka bahenní (Hottonia palustris).
Úpor je cenná lokalita dřevních hub lužních lesů. Doložen byl nehojný dřevomor černopurpurový (Nemania atropurpurea) nebo rezavec jilmový (Inonotus ulmicola), známý z jediné lokality v republice. Potvrdila se i přítomnost špičky trojbarvé (Marasmiellus tricolor), která se nachází v Červeném seznamu hub ČR.
Městský les se prokázal jako méně zajímavý, druhová pestrost je podprůměrná nejspíše v důsledku kontaminace z chemického areálu Spolana. I tak byla nalezena strmělka Houghtonova (Clitocybe houghtonii) uvedená v Červeném seznamu hub ČR.

### Fauna
Lužní les na soutoku řek Vltavy a Labe jsou dobře prozkoumané a atraktivní území. Žije tu vzácný druh dvojzubka lužní (Perforatella bidentata), na Úporu byla nalezena kriticky ohrožená točenka veleústá (Valvata macrostoma) a vzácný terčovník kýlnatý (Planorbis carinatus). Ve slepém rameni v Městském lese je hojná invazní slávička mnohotvárná (Dreissena polymorpha).
Vzácní a ohrožení listonozí korýši jsou vázáni na periodicky vysychající vody. V letech 2009 a 2010 byly zaznamenány druhy žábronožka sněžní (Eubranchipus grubii), listonoh jarní (Lepidurus apus) a listonoh letní (Triops cancriformis). V kalužích na cestách na Úporu byla nalezena žábronožka letní (Branchipus schaefferi). Na území byl zaznamenán výskyt ryb uvedených na červeném seznamu – hořavky duhové (Rhodeus amarus) a parmy obecné (Barbus barbus). Lokalita trpí nepůvodními druhy ryb karasem stříbřitým (Carassius auratus) a střevličkou východní (Pseudorasbora parva), které přispívají k ústupu druhů původních – karas obecný (Carassius carassius). Z obojživelníků byl zaznamenán recentní výskyt čolka obecného (Lissotriton vulgaris) a skokana hnědého (Rana temporaria), skokana štíhlého (Rana dalmatina), skokana skřehotavého (Pelophylax ridibundus). Byly zjištěny ještěrky obecné (Lacerta agilis), slepýši křehcí (Anguis fragilis) a užovky obojkové (Natrix natrix) jako zástupci plazů.
V lužních lesích v PR Úpor-Černínovsko bylo zjištěno hnízdění orla mořského (Haliaeetus albicilla), luňáka červeného (Milvus milvus) a hnědého (Milvus migrans). V lučních komplexech hnízdí strnad luční (Emberiza calandra) a různé druhy vodních ptáků jako třeba bahňáci. Na území je nalezeno 78 druhů, z nichž 23 je zvláště chráněno a 33 je uvedeno na červeném seznamu.

## Ochrana
Přírodní rezervace Úpor-Černínovsko se překrývá s oblastí Natura 2000. Rezervace byla vyhlášena z důvodu ochrany lužních lesů, slepých ramen řeky Labe, vlhkých nivních luk a mokřadů, na které jsou vázány chráněné druhy živočichů i rostlin.

### Lesy

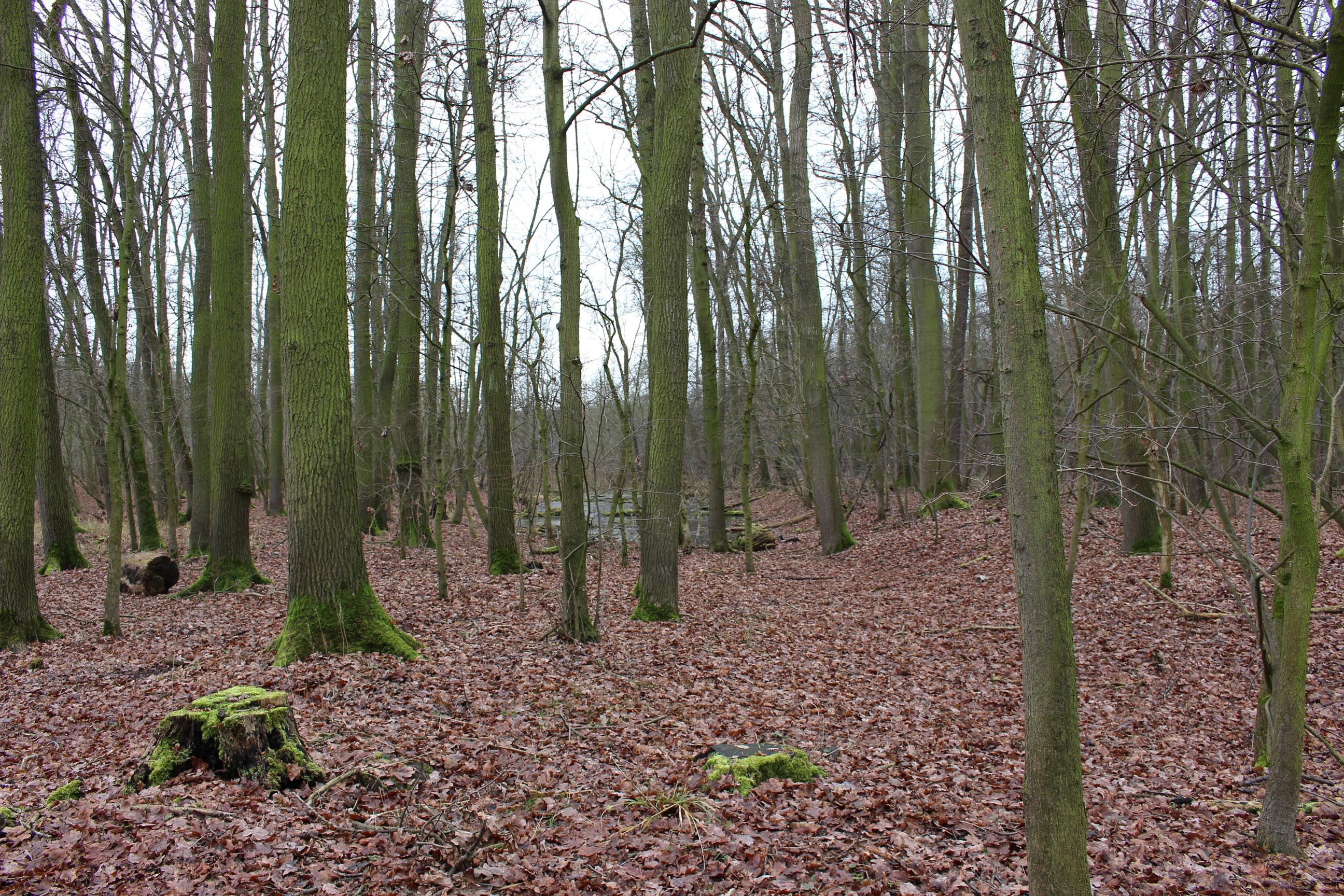
Lužní les v Černínovsku

Lužní lesy jsou poměrně novým typem biotopu, který vznikl v důsledku odlesnění a zvýšené povodňové aktivity. Základním předpokladem pro hospodaření je nesnižovat plochu tvrdých a měkkých luhů a hospodařit s přirozenou druhovou skladbou dřevin. Rozsáhlé stejnověké monokultury jsou nežádoucí. Nutné je šetřit kvalitní exempláře ohrožených druhů dřevin topolu černého (Populus nigra), jilmu vazu (Ulmus laevis), jilmu habrolistého (Ulmus minor) a jabloně lesní (Malus sylvestris). Dále je třeba potlačit rozšiřování nepůvodních a invazních dřevin, upustit od pěstování hybridních druhů topolů, dubu červeného (Quercus rubra) a jasanu pensylvánského (Fraxinus pennsylvanica). Nežádoucí je pěstování jehličnanů. Je nutné využívat přirozené zmlazení při obnově lesa. V případě dubu je nutná holoseč, jelikož přirozené odrůstání dubu se v lužních lesích objevuje zřídka.
Pro podporu ptáků, hmyzu, hub a drobných obratlovců je nutné nechávat v lese dostatečné množství ležícího mrtvého dřeva, doupných stromů a trvalých výstavků. Také je zapotřebí zajistit střídání stinných částí s prosvětlenými porosty.

### Vodní nádrže a toky

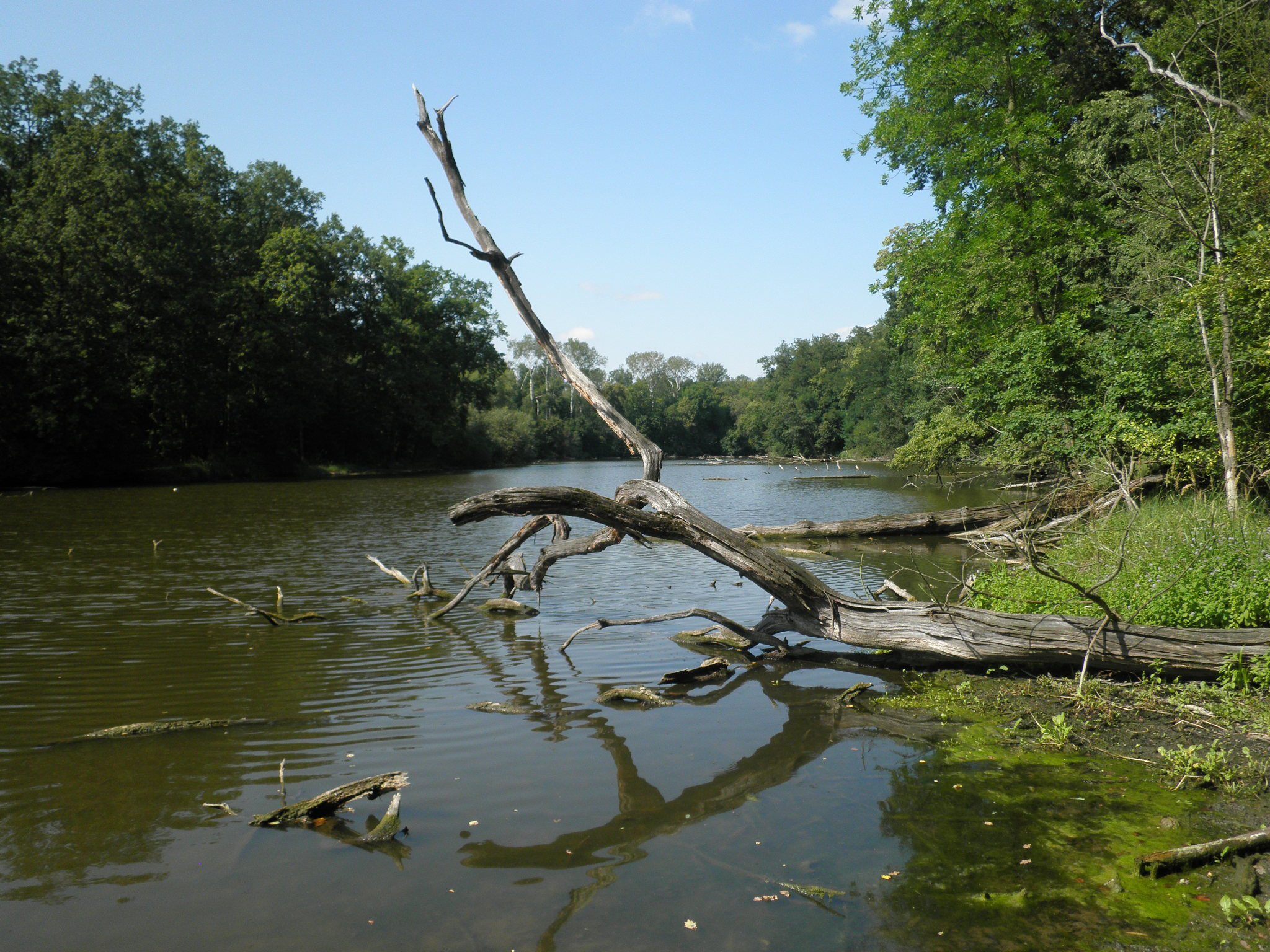
Libišská tůň v Černínovsku

Velké vodní plochy slepých ramen nejsou ohroženy zazemněním, i tak bude třeba v příštích desítkách let tyto plochy odbahnit. Do vod se vysazují ryby v souvislosti se sportovním rybařením. Nepůvodní ryby ovlivňují kvalitu vody. Amur a kapr omezují rozvoj nežádoucích organismů, jelikož na sebe vážou část živin, čímž zpomalují zazemnění. Býložravý amur významně redukuje makrofytní vegetaci, která je předmětem ochrany. Je třeba výrazně omezit vysazování býložravých druhů.
Drobnější tůně jsou postiženy silným zazemňováním, a proto je žádoucí odbahnění. Odstranění nepůvodních druhů ryb je řešeno elektrolovem.
Periodické tůně neumožňují přežití ryb, ale jsou důležitým místem pro obojživelníky a především pro listonohé korýše. Tyto tůně přirozenou cestou nově nevznikají, a proto se vytváří uměle.

### Nelesní pozemky

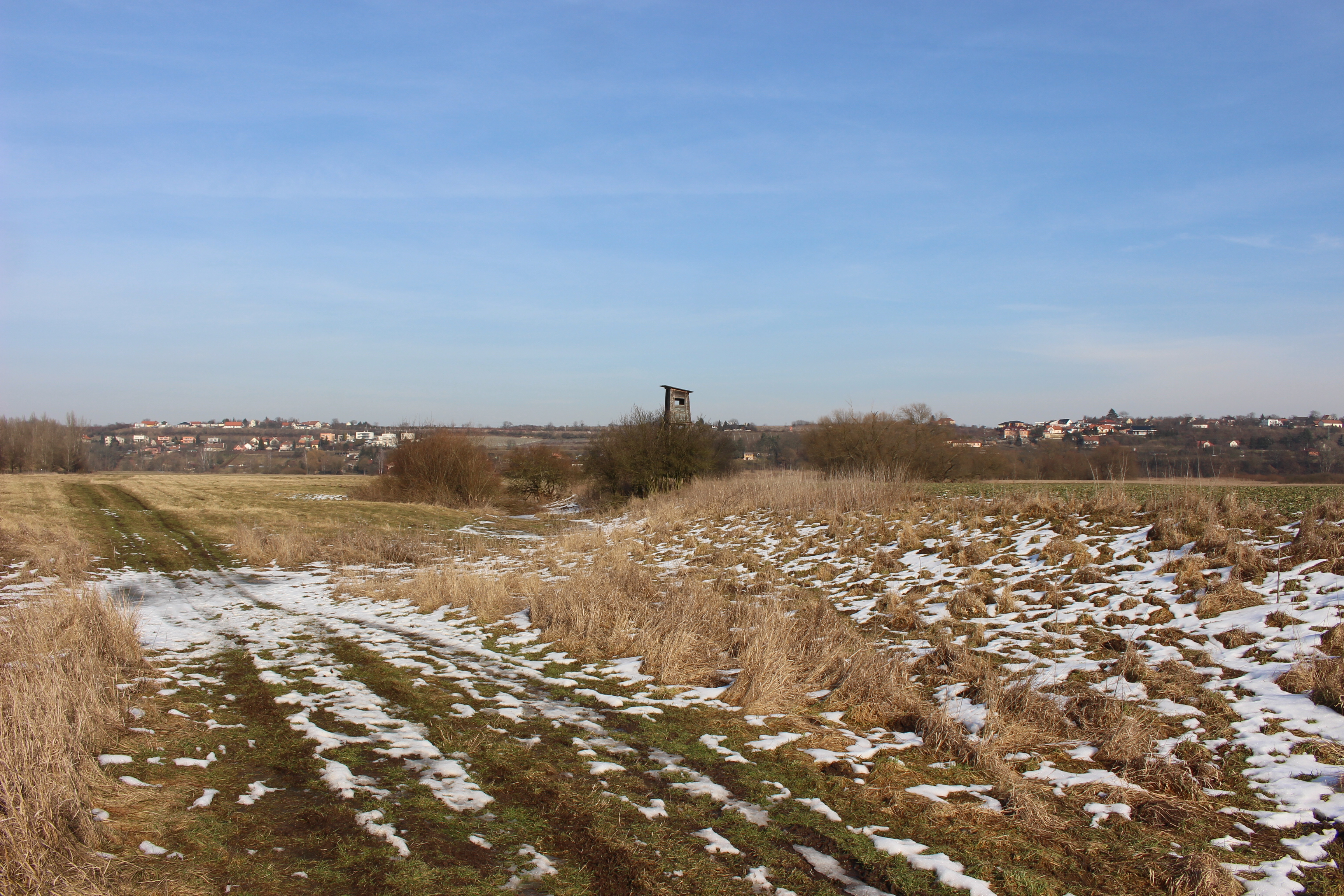
Pohled na Kelštice

Je třeba sekat dosud sečené louky a obnovit mozaikovou seč na monotonních a druhově chudých částech.

### Rostliny
Některé druhy mohou mít lokální invazní charakter, avšak žádný druh nepředstavuje aktuální ohrožení. Nejvýznamnějším invazním druhem je netýkavka žláznatá (Impatiens glandulifera), u které při zvýšeném stavu stačí ruční vytrhávání.
Nejvýznamnější dřevinou je topol černý (Populus nigra), který je konkurenčně slabý a jeho přežití je v péči člověka. Tři exempláře dubu letního (Quercus robur) jsou hodné ochrany, ale není přínosné je vyhlásit jako památné stromy.

### Živočichové
Do tůní s výskytem listonohých korýšů je třeba nezasahovat. Na celém území se neasfaltují a nezpevňují cesty. Kaluže, které by bránily provozu, se zmenšují za pomoci odvodňovací stružky. Na loukách se vyjíždí kaluže pro letní druhy opakovaným přejetím traktorem přes zamokřené místo. Zastavuje se zavážení usazovacích nádrží na Kelských lukách a vytvářejí se tůně nové.
Pro ochranu hmyzu se v lužních lesích nechává odumřelé dřevo, na které je vázaný při svém vývoji a seč lučních biotopů probíhá maloplošně nebo  mozaikově.
V zájmu obojživelníků a plazů se nechávají na okrajích porostů kupky posečené hmoty a vytvářejí se komposty jako kladiště.
Ptákům se zajišťuje přítomnost starých doupných stromů a klid pro hnízdění.

## Turismus

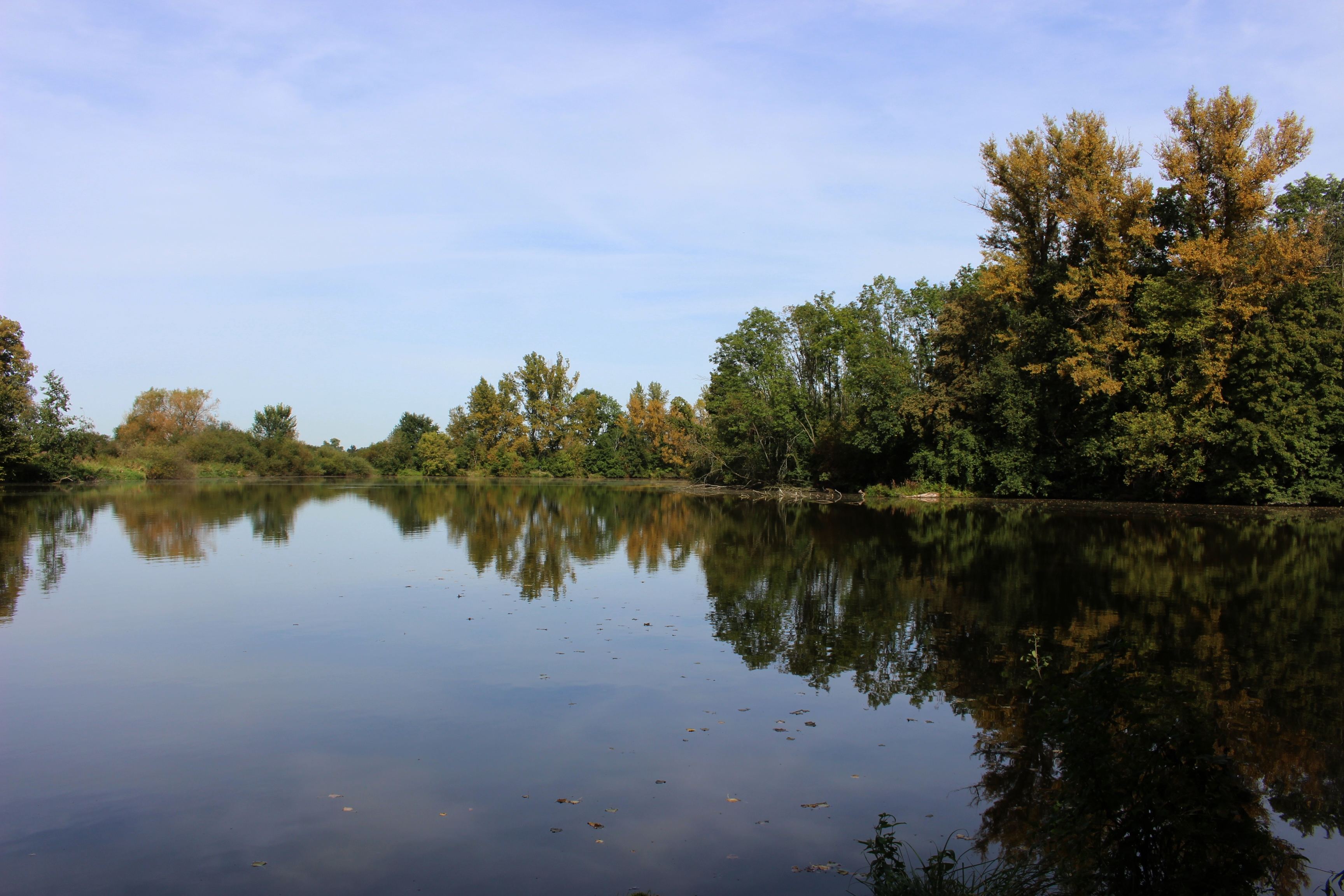
Staré Labe u Obříství

Střední polabí je oblastí sportovního rybolovu. Pozornost rybářů je zaměřena krom samotného Labe také na jeho slepá ramena, která nejdou vypustit, a proto nelze zásadně ovlivňovat rybí obsádky. Ryby jsou zde i přesto vysazovány. Pro vysoké stavy je ve vodách malé množství vodních makrofyt.
Atraktivní jsou také stezky podél Labe pro turistiku a cykloturistiku. Lze očekávat návrhy tzv. cyklostezek, které představují velké riziko v ohrožení pro listonohé korýše a klid hnízdících dravých ptáků. Zpevňování cest a asfaltování je nepřípustné také kvůli riziku zakládání černých skládek.
Samotné území ale není turisticky zajímavé, jelikož většinu roku jsou cesty bahnité, zarostlé a jejich okolí velmi podmáčené.